# Bible (曲)
「Bible」（バイブル）は、2012年5月23日に発売された、GLAYの通算45枚目のシングル。

## 解説
2012年第1弾シングルで、前作「My Private "Jealousy"」以来、約半年振りのリリース。
本作は、“GLAY Official Store G-DIRECT”と通常のレコード店の両方で販売。
CD＋DVD盤とCD ONLY盤の2形態で発売。いずれも紙ジャケット仕様である。
CDジャケットの曲タイトル、バンド名の字体は、「GLAY STADIUM LIVE 2012 THE SUITE ROOM in OSAKA NAGAI STADIUM」の公式スポンサーである江崎グリコの企業ロゴを模したもの。
ジャケットのイラストはKIMSNAKEが手掛けている。
Music Videoには、ドラマーの田中廉が出演している。ミュージックステーションでもGLAYと共演し、ドラマーを務めた。
本楽曲を最後に、過去2年間、GLAY作品のディストリビューションを担ったフォーライフミュージックエンタテイメント(FLME)を離れる。

## 収録曲

### CD
1. Bible（4分31秒）
  - 作詞・作曲：TAKURO / 編曲：GLAY & MASAHIDE SAKUMA

「GLAY STADIUM LIVE 2012 THE SUITE ROOM in OSAKA NAGAI STADIUM supported by glico」テーマソング。永井誠一郎のピアノで始まるスピードナンバー。ライブではミュージック・ビデオ同様に、曲の最後を全員で合唱する。
TAKUROは、「歌詞の世界観、メロディー、バンド・グルーヴと、自分が思う音楽の完成度は、この曲で頂点を極めた。」「この曲の完成後、なだらかな下り坂になるだろうなと言う予感があった。」と語っている[4]。
TERUは本曲に関して、「TAKUROから2ビートの提案を聞いたとき、最初は合わないのでは?メロディーラインもキレイだし、普通のビートでやった方がいいのでは?アレンジに関しては、もう少し大人なGLAYの方がいいのでは?」と最初はアレンジに関して否定的だったが[5]、「実際やって見ると、だんだん馴染んできて、これはこれでアリだと思い、ライブでも実際やって見たら気持ち良かった。」と語っていた[5]。RED RIBBON LIVE 2012では、アコースティック・バージョンが披露された[6]。
2. あの日の少年（5分08秒）
  - 作詞・作曲：TAKURO / 編曲：GLAY & MASAHIDE SAKUMA

TAKUROが少年時代の頃の母親をうかがわせるミディアムナンバー。永井誠一郎がレコーディングで初めてサックスを担当した。
3. Thank you for your love（6分21秒）
  - 作詞・作曲：TERU / 編曲：GLAY & MASAHIDE SAKUMA

日本ではCD媒体には初収録となる。

### DVD （CD+DVD盤のみ）
"Bible" Special DVD -Road to NAGAI STADIUM-
1. Bible (Music Video)
2. ライブ映像
GLAY HIGHCOMMUNICATIONS TOUR 2011-2012 "RED MOON & SILVER SUN"
（2012年4月1日福島・會津風雅堂公演より4曲）
everKrack
春を愛する人
つづれ織り 〜so far and yet so close〜
生きてく強さ
3. メンバーソロインタビュー
4. ジャケット撮影メイキング
5. ミュージック・ビデオ撮影メイキング

## 収録アルバム
Bible
- GUILTY
- REVIEW II -BEST OF GLAY-（スタジオライブバージョン）
- DRIVE 2010〜2026 -GLAY complete BEST

Thank you for your love
- GLAY(台湾盤)

## 参加ミュージシャン
- MASAHIDE SAKUMA（キーボード）
- TOSHI NAGAI（ドラムス）
- SEIICHIRO NAGAI（M1・ピアノ、M2・アルト・サックス）

## スタッフ
レコーディング・ミキシング
MASAHIDE SAKUMA & FUMIE NAKAZAKI (VITAMIN PUBLISHING INC.)
マスタリング
MITSUKAZU"Quincy"TANAKA with HDC system (BERNIE GRUNDMAN MASTERING)
ミュージック・ビデオ監督
HIROYUKI NAKANO (Peasedelic)
メイキング・ビデオ監督
TETSUYA IWAGUCHI
ライブ映像監督
JUN SAITO (TETRAPOT FILMS)
イラスト
KIMSNAKE